# Thugga
Thugga (nome moderno Dougga) è una città nordafricana che conserva numerosi resti di monumenti punici, numidi e romani, che ne fanno uno dei più importanti siti archeologici della Tunisia. Per l'eccezionale stato di conservazione di alcuni suoi monumenti, che rivelano la tipica struttura delle cittadine romane del Nordafrica, il sito è annoverato nella lista dei patrimoni mondiali dell'umanità dell'UNESCO.

## Storia
Anche se l'etimologia del toponimo è controversa, sembra certo che esso sia di origine berbera. Ciononostante, l'impianto della città (posto inizialmente su una collina, il cui lato nord era delimitato da un ripido pendio) si deve a Cartagine (V secolo a.C.) che la mantenne fino a quando, dopo la sua sconfitta nel 202 a.C. (battaglia di Zama, seconda guerra punica), venne acquisita da Massinissa. Dopo la sconfitta di Giugurta, ma molto più probabilmente dopo la vittoria di Tapso ad opera di Gaio Giulio Cesare, passò sotto il controllo di Roma, nella provincia Africa, che durò diversi secoli. Fu inoltre sede di una guarnigione legionaria sotto il principato di Augusto, fino a quando la legio III Augusta non fu trasferita ad Ammaedara (oggi Haidra).

## Monumenti e luoghi d'interesse

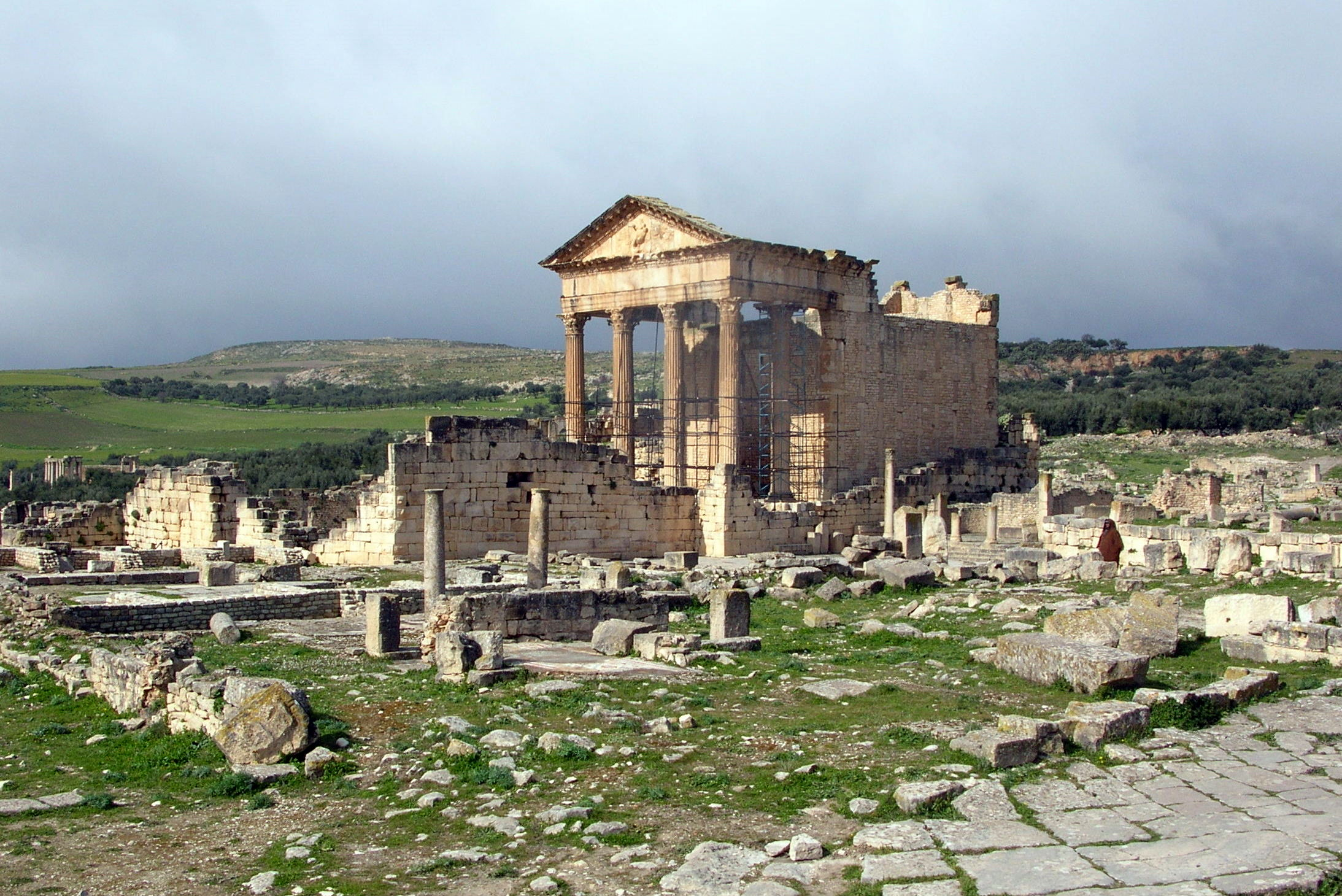
Tempio Capitolino di Thugga

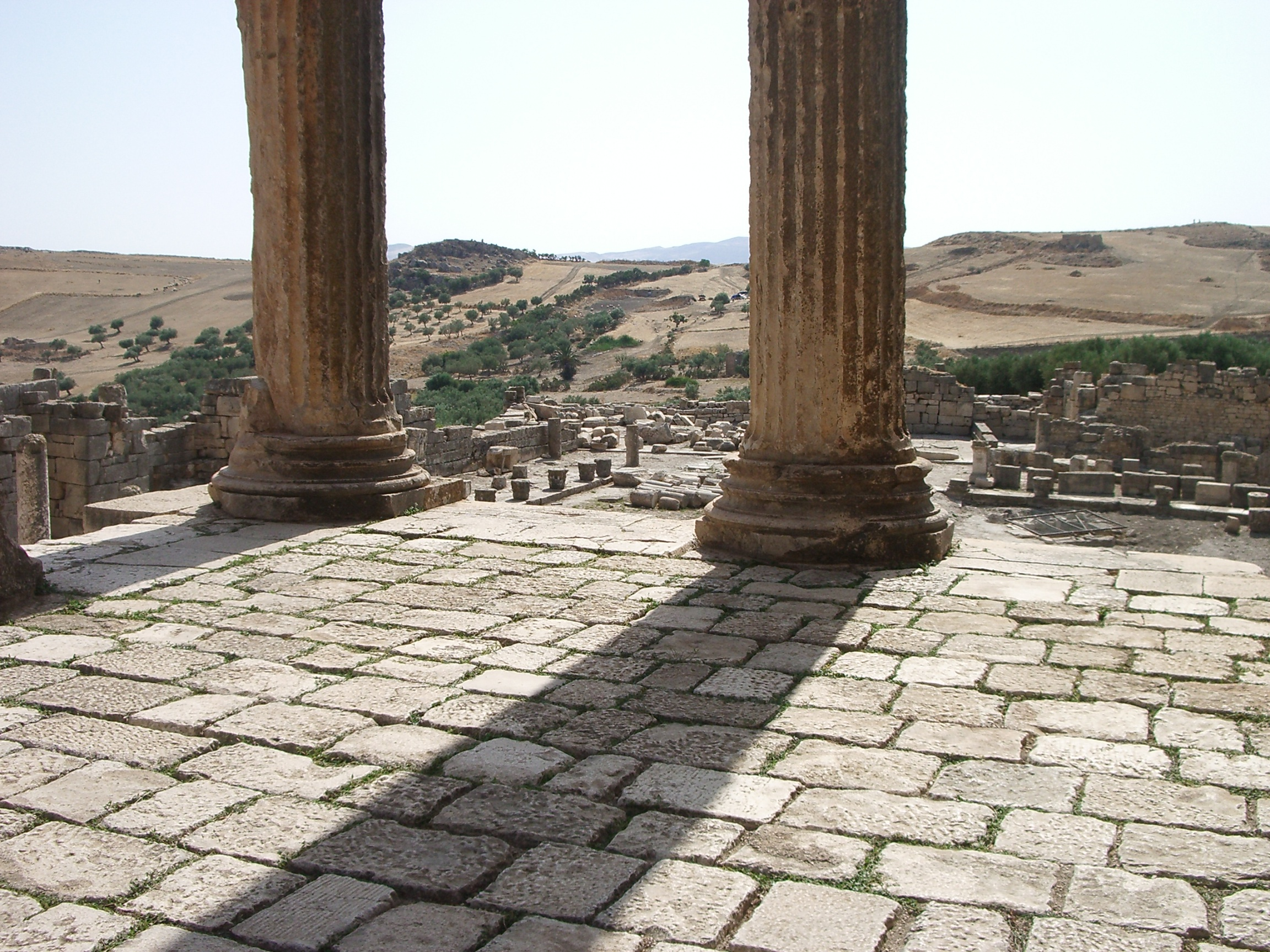
Vista dal Tempio Capitolino

- Mausoleo di Massinissa. Dougga ospita un importante monumento della cultura numidica: un mausoleo che Micipsa fece erigere in onore del padre, Massinissa, nel 138 a.C. Questo mausoleo contiene, tra l'altro, una lunga iscrizione bilingue, in punico e numidico, che è stata molto importante sia per la decifrazione dell'antico alfabeto libico, sia per lo studio dell'organizzazione politica delle città numidiche dell'antichità.
- Capitolium, o tempio capitolino, eretto al tempo dell'imperatore romano Marco Aurelio[3] nel 166-167 d.C., è un monumento imponente. Il tempio, dedicato alla Triade Capitolina (Giove, Giunone e Minerva), è particolarmente ben conservato ed è, anche per la qualità della sua esecuzione, uno dei più pregevoli monumenti romani dell'intera Africa settentrionale. Si tratta di un tempio prostilo (con colonne solo sulla fronte) tetrastilo (facciata a quattro colonne), con fusti scanalati sormontati da capitelli corinzi. La facciata è sormontata da un frontone che conteneva un bassorilievo raffigurante l'apoteosi dell'imperatore Antonino Pio, portato in cielo da un'aquila. I muri della cella vennero eretti secondo la tecnica dell'opus africanum, caratterizzata dall'utilizzo di grossi pilastri in pietra intervallati, i cui interstizi sono colmati con pietre di minori dimensioni.
- Chiesa della Vittoria
- Vi erano poi altri edifici pubblici, come una piazza fatta costruire da Commodo e di fronte al Capitolium. Più sotto un mercato, delle terme, l'arco di Alessandro Severo ed un teatro la cui cavea era appoggiata alla collina, con, di fronte, un bell'edificio scenico. Le abitazioni private erano spesso costruite a due piani, con entrate indipendenti sui diversi livelli.[3]